# Paramaechidius opatroides
Paramaechidius opatroides är en skalbaggsart som beskrevs av Gilbert John Arrow 1941. Paramaechidius opatroides ingår i släktet Paramaechidius och familjen Melolonthidae. Inga underarter finns listade i Catalogue of Life.